# Aldeburgh Festival

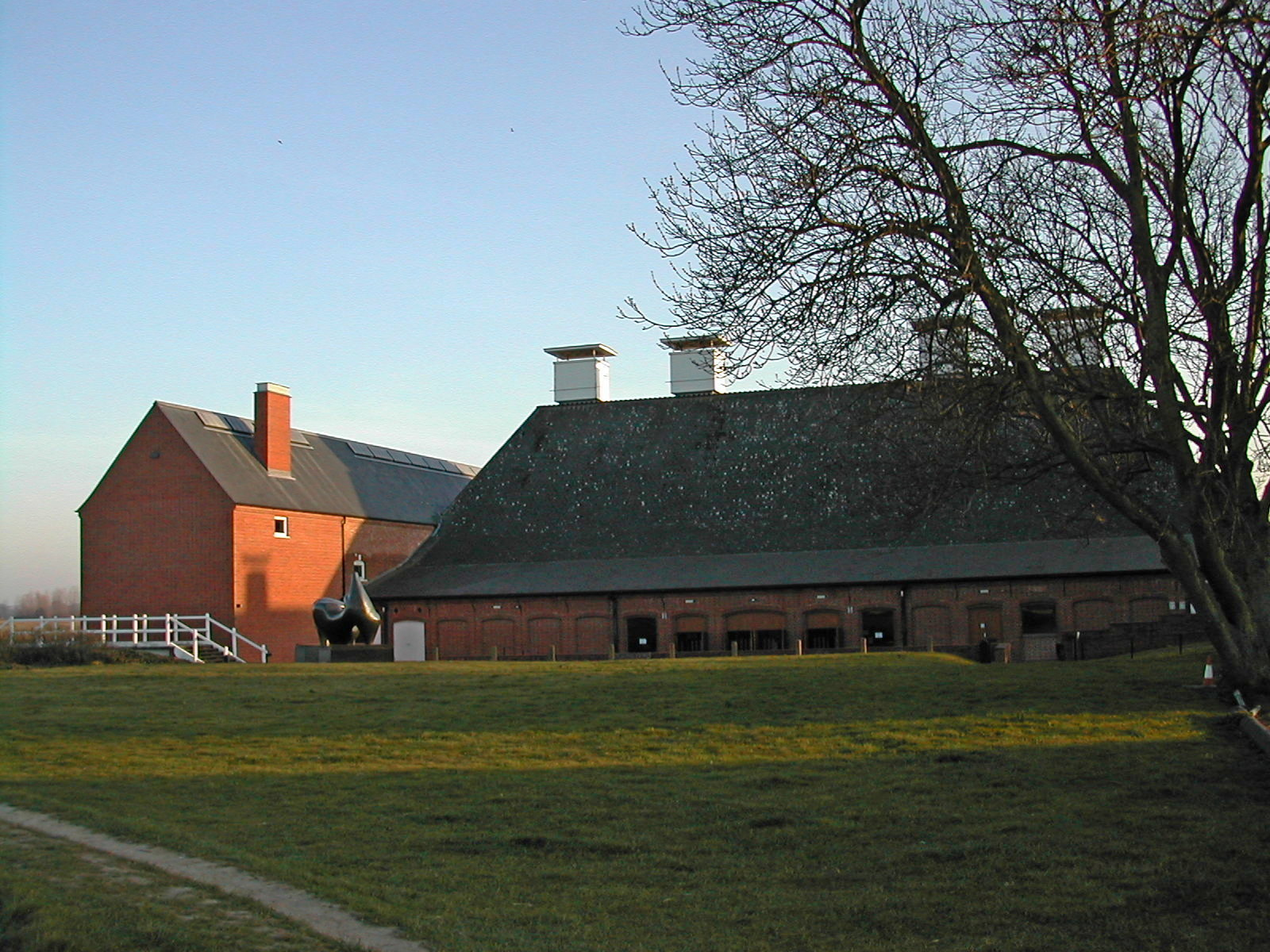
Snape Maltings – koncertní síň

Aldeburgh Festival  je anglický festival hudby a umění, věnovaný především klasické hudbě. Každoročně se koná v okolí města Aldeburgh v Suffolku a především v koncertní síni Snape Maltings.

## Historie festivalu Aldeburgh
Festival byl založen v roce 1948 anglickým skladatelem Benjaminem Brittenem, zpěvákem Peterem Pearsem a libretistou Ericem Crozierem. Jejich práce s Anglickou operní skupinou (English Opera Group) vyžadovala časté cestování, a tak se zrodila myšlenka pořádání vlastního festivalu v domovské oblasti. Opera se měla stát hlavní částí programu, ale festival byl brzy rozšířen na čtení poezie a literatury, divadelní akce, přednášky a výstavy. První festival se konal 5. až 13. června 1948 v sále Aldeburgh Jubilee Hall, který se nacházel blízko Brittenova tehdejšího domu a také v Aldeburském kostele svatého Petra a Pavla. Nejdůležitější událostí bylo provedení Brittenovi opery Albert Herring, premiéra speciálně pro festival složené Brittenovy kantáty Saint Nicolas, op.42. V průběhu let bylo na festivalu mnoho dalších premiér Brittenových děl, například Sen noci svatojánské 1960 nebo Smrt v Benátkách 1973.
Postupem času se festival rozrůstal nejen do délky, ale i do počtu koncertů a jiných akcí. Koncerty se konaly na mnoha dalších místech v okolí, například v Orfordu, Blythburghu nebo Framlinghamu. Přesto festivalu chyběla skutečně velká síň, která by byla schopna pojmout velká operní díla i stále početnější publikum. Shodou náhod byla tou dobou uvolněna k prodeji bývalá velká sladovna v obci Snape, poblíž Aldeburghu. Benjamin Britten, který v obci dříve bydlel, se rozhodl uskutečnit svou vizi a proměnit ji ve velkolepou koncertní síň, která by sloužila potřebám festivalu. Sladovna byla zevnitř přestavěna na koncertní sál o 832 sedadlech, zvenčí si zachovala svůj originální vzhled, například výrazné čtvercové komíny. Snape Maltings byla slavnostně otevřena královnou Alžbětou II. 2. června 1967 na zahájení dvacátého Aldeburského festivalu.
O dva roky později, na zahájení festivalu roku 1969, byla síň zničena při velkém požáru, který zachoval pouze vnější stěny. Po tento ročník byly koncerty přesunuty do jiných míst v okolí, přičemž pouze jedno představení muselo být zrušeno. Hala byla v následujících letech přestavěna a byla opětovně otevřena královnou Alžbětou II. na zahájení festivalu v roce 1970. Od té doby je hlavním domovem festivalu.
Od samého začátku byl festival charakterizován neobyčejně širokým hudebním programem, od klasiků Johanna Sebastiana Bacha, Josepha Haydna, Wolfganga Amadeuse Mozarta až po novodobou hudbu mladých skladatelů. Do roku 1982 byly podle archivářky Rosamundy Strodeové, na festivalu uvedeny nové skladby od více než 75 skladatelů a premiérováno 15 oper. Uváděni byli skladatelé jako Lennox Berkeley, Richard Rodney Bennett, Elliott Carter, Hans Werner Henze, Alfred Schnittke, Toru Takemicu, Michael Tippett, Mark-Anthony Turnage a Malcolm Williamson, z nichž mnozí patřili mezi skladatele v rezidenci.
Umělecká ředitelka Imogen Holst do festivalu přivedla historickou chorální hudbu a skladby evropských skladatelů jako Alban Berg, Gustav Mahler, Arnold Schoenberg, Francis Poulenc, Pierre Boulez a Anton Webern. Později na festival přijeli i Aaron Copland, Henri Dutilleux, Witold Lutosławski a Zoltán Kodály. Mezi význačné interprety a další umělce, kteří na festivalu v průběhu let vystupovali patří například herci ze Shakespearovy královské společnosti (Royal Shakespeare Company), Simon Rattle, Mstislav Rostropovič, Svjatoslav Richter, Alfred Brendel, Ian Bostridge, Thomas Allen, Philip Langridge, Ann Murray, André Previn, Elizabeth Söderström a mnoho dalších.

## Festival dnes
Festival organizuje společnost Aldeburgh Music (v předchozích letech Aldeburgh Productions, změna jména v roce 2006). Premiéry nové hudby a znovuobjevení zapomenutých skladeb jsou stále důležitou součástí programu, který doplňují také výstavy výtvarného umění. Od počátku se festival význačně věnuje péči o mladé talenty, jejíž současnost reprezentují programy Britten-Pears Young Artist Programme (pomáhá překlenout období po ukončení studia na vysoké škole a začátku úspěšné kariéry), Aldeburgh Residencies (umožňuje umělcům uniknout ruchu a starostem spojeným s kariérou, dává jim čas v klidu a pokoji rozvíjet své schopnosti, navázat nové kontakty a načerpat energii) a Aldeburgh Young Musicians (nejnovější program pro výjimečně talentované mladé muzikanty od 8 do 18 let). Rok 2013 probíhá ve znamení oslavy stého výročí narození skladatele Benjamina Brittena (celoroční programy Britten Centenary a Friday Afternoons uváděné organizací Aldeburgh Music).
Současným uměleckým ředitelem je umělec Pierre-Laurent Aimard.